# Dekanat El Prat de Llobregat
Dekanat El Prat de Llobregat – jeden z 9 dekanatów diecezji Sant Feliu de Llobregat w Hiszpanii. 
Według stanu na lipiec 2016 w jego skład wchodziło 12 parafii. 

## Lista parafii
Źródło:
| Lp. | Miejscowość               | Parafia                                             | Proboszcz                        | Kościół                                                                    | Grafika | Adres                                         |
| --- | ------------------------- | --------------------------------------------------- | -------------------------------- | -------------------------------------------------------------------------- | ------- | --------------------------------------------- |
| 1   | Begues                    | Parafia św. Krzysztofa                              | Mons. Vargas Salas, Juan Antonio | Kościół św. Krzysztofa w Begues                                            |         | Ferran Muñoz, 27 08859 Begues                 |
| 2   | Castelldefels             | Parafia Najświętszej Maryi Panny                    | Mn. Sobrevia Vidal, Xavier       | Kościół Najświętszej Maryi Panny w Castelldefels                           |         | Pl. Església 8 08860 Castelldefels            |
| 3   | El Prat de Llobregat      | Parafia Najświętszej Matyi Panny Matki Miłosierdzia | Mn. Rivera Jiménez, Rubén Darío  | Kościół Najświętszej Matyi Panny Matki Miłosierdzia w El Prat de Llobregat |         | Sarajevo 6-10 08820 El Prat de Llobregat      |
| 4   | El Prat de Llobregat      | Parafia Świętych Kosmy i Damiana                    | Mn. Portabella d’Alós, Lluís     | Kościół Świętych Kosmy i Damiana w El Prat de Llobregat                    |         | Riu Llobregat, 100 08820 El Prat de Llobregat |
| 5   | El Prat de Llobregat      | Parafia Świętych Apostołów Piotra i Pawła           | Mn. Torrente Bruna, Josep        | Kościół Świętych Apostołów Piotra i Pawła w El Prat de Llobregat           |         | Pl. Església, s/n 08820 El Prat de Llobregat  |
| 6   | Gavà                      | Parafia św. Mikołaja                                | Mn. Gómez Garrido, Manuel        | Kościół św. Mikołaja w Gavà                                                |         | Rafael Casanova, 1 08850 Gavà                 |
| 7   | Gavà                      | Parafia św. Piotra Apostoła                         | Mn. Ribas Matamoros, Xavier      | Kościół św. Piotra Apostoła w Gavà                                         |         | Raval de Molins, 36 08850 Gavà                |
| 8   | Gavà                      | Parafia św. Teresy od Dzieciątka Jezus              | Mn. Ribas Matamoros, Xavier      | Kościół św. Teresy od Dzieciątka Jezus w Gavà                              |         | Pi i Margall, 60 08850 Gavà                   |
| 9   | Sant Climent de Llobregat | Parafia św. Klemensa                                | Mn. Puig Mas, Joan               | Kościół św. Klemensa w Sant Climent de Llobregat                           |         | Església, 20 08849 Sant Climent de Llobregat  |
| 10  | Viladecans                | Parafia św. Jana                                    | Mn. Puig Mas, Joan               | Kościół św. Jana w Viladecans                                              |         | Sant Joan, 16 08840 Viladecans                |
| 11  | Viladecans                | Parafia św. Marii Magdaleny                         | Mn. Esteve Cañameras, Frederic   | Kościół św. Marii Magdaleny w Viladecans                                   |         | Grup Sant Jordi, 21, 1r 1a 08840 Viladecans   |
| 12  | Viladecans                | Parafia Najświętszej Maryi Panny z Salas            | Mn. Bravo Nieto, Celestí         | Kościół Najświętszej Maryi Panny z Salas w Viladecans                      |         | Av. Can Batllori, 1 08840 Viladecans          |